# Aesaronenses
Los aesaronenses o Æsaronenses fueron una antigua tribu de Cerdeña.

## Historia
Descrito este antiguo pueblo por Ptolomeo (III, 3), los aesaronenses habitaban al sur de otros pueblos, los salcitani y los lucuidonenses y al norte de los aechilenenses o cornenses.